# 国際連合安全保障理事会決議61
国際連合安全保障理事会決議61（こくさいれんごうあんぜんほしょうりじかいけつぎ61、英: United Nations Security Council Resolution 61, UNSCR61）は、1948年11月4日に国際連合安全保障理事会で採択された決議。パレスチナ情勢に関して休戦・撤兵について規定をすると同時に独自に新たな委員会を設立するものである。

## 概要
国際連合安全保障理事会決議54でなされた停戦は、パレスチナの将来の状況の平和的調整（en: Adjustment (law)）に達するまで有効であり続けると決定した。そのため、理事会はこの地域の軍隊を10月14日の時点の位置まで撤退させることを命令し、調停人代理はそれを超えて軍隊の移動ができない暫定的な線を設定する権限を与えられた。理事会はまた、中立地帯は当事者間の交渉によって、あるいはそれができない場合には調停人代理の決定によって確立されるものとした。
この決議はまた、5つの常任理事国にベルギーとコロンビアを加えた委員会を任命し、調停代行者に助言を与えるとともに、一方または両方の当事者が決議に従わない場合には、国際連合憲章第7章に基づいてどのような追加措置を講じるのが適切かを理事会に助言することとした。
決議は、ソビエト連邦が棄権し、賛成9票・反対1票（ウクライナ・ソビエト社会主義共和国による）で採択された。

## 詳細
以下はその和訳。
安全保障理事会は、1948年7月15日に、安全保障理事会または総会による更なる決定を条件として、パレスチナの将来の状況の平和的調整に達するまで、同日の決議54（1948）および1948年5月29日の決議50（1948）に従って、休戦を有効に存続させることを決定し、8月19日に、いかなる当事者も、他の当事者に対する報復または報復を行っていることを理由として、休戦を破ることは許されないことを決定した。また、5月29日には、休戦がその後、いずれかの当事者または双方によって否認または違反された場合には、国際連合憲章第7章に基づく行動を視野に入れてパレスチナの状況を再検討することができると決定した上で、1948年10月19日に安全保障理事会が採択した決定に基づき、10月26日に仲介役がエジプト政府およびイスラエル暫定政府に伝えた要請に留意し、また利害関係のある政府に対し、パレスチナの将来的な状況の平和的調整に関する権利、主張、立場や、そのような平和的調整に関して国際連合加盟国が総会で取りたい立場を損なうことなく、以下のことを求める。

(1)10月14日に保持されていた位置を超えて前進した自国の軍隊を撤退させること。調停代行者は、それを超えて軍隊の移動が行われない暫定的な線を設定する権限を有する。
(2)当事者間で直接行われる交渉により、またはそれができない場合には国際連合の仲介者を通じて、恒久的な休戦線および有利と思われる中立地帯または非武装地帯を設定し、今後その地域における休戦の完全な遵守を確保すること。合意が得られない場合には、恒久線および中立地帯は調停代行者の決定によって設定されるものとする。

また、5つの常任理事国にベルギーとコロンビアを加えた理事会の委員会を任命し、この決議に基づく調停人の責任に関して調停人代理が必要とする助言を与えるとともに、調停人代理が定めることが望ましいと考える期限内にいずれかの当事者または双方がこの決議の前項第1号および第2号の遵守を怠った場合には、憲章第7章の下でとることが適切な追加措置について緊急に検討し、理事会に報告させるものとする。

## 備考
国連憲章第7条は以下の通り。
1. 国際連合の主要機関として、総会、安全保障理事会、経済社会理事会、信託統治理事会、国際司法裁判所及び事務局を設ける。
2. 必要と認められる補助機関は、この憲章に従って設けることができる。